# To whom it may concern
To whom it may concern är ett svenskt skivbolag och produktionsbolag baserat i Stockholm som drivs av artisten Jonna Lee i iamamiwhoami och släpper och producerar musik, konserter och filmer av iamamiwhoami och ionnalee. Sedan 2016 signade också etiketten experimentella artisterna Tungorna och Barbelle. To whom it may concern. förkortas TWIMC. 

## Artister
- iamamiwhoami
- ionnalee
- Barbelle[1]
- Tungorna
- WAVE
- Jenny_Wilson
- John Strandh
- Jacob Hulmston
- Jan Scharlau (2011–2016)

## Diskografi

### Album
- Iamamiwhoami – bounty (2010-2011), 3 juni 2013
- Iamamiwhoami – IN CONCERT (2010), 4 december 2010
- Iamamiwhoami – kin (2012), 11 juni 2012
- Iamamiwhoami – BLUE (2015), 10 november 2015
- Iamamiwhoami – CONCERT IN BLUE (2015), 2 september 2015

### Singlar
- Iamamiwhoami – "b", 15 mars 2010
- Iamamiwhoami – "o", 11 april 2010
- Iamamiwhoami – "u-1", 3 maj 2010
- Iamamiwhoami – "u-2", 7 maj 2010
- Iamamiwhoami – "n", 4 juni 2010
- Iamamiwhoami – "t", 30 juni 2010
- Iamamiwhoami – "y", 5 augusti 2010
- Iamamiwhoami – "in concert" 4 december 2010
- Iamamiwhoami – "john", 16 maj 2011
- Iamamiwhoami – "clump" 1 augusti 2011
- Iamamiwhoami – "sever", 15 februari 2012
- Iamamiwhoami – "drops", 29 februari 2012
- Iamamiwhoami – "good worker", 14 mars 2012
- Iamamiwhoami – "play", 28 mars 2012
- Iamamiwhoami – "in due order", 11 april 2012
- Iamamiwhoami – "idle talk", 25 april 2012
- Iamamiwhoami – "rascal", 9 maj 2012
- Iamamiwhoami – "kill", 22 maj 2012
- Iamamiwhoami – "goods", 5 juni 2012